# Gastronomia de Suïssa
La gastronomia suïssa és l'expressió de l'art culinari desenvolupat a Suïssa i es caracteritza per la varietat de cada cantó.
Les diferències lingüístiques també estan lligades a diferents tradicions que influeixen en la gastronomia. A la Suïssa francòfona predominen les influències de la cuina francesa, a la Suïssa de parla italiana de la cuina del nord d'Itàlia i a la Suïssa de parla alemanya de la cuina alemanya.
A més, aquestes tradicions culinàries s'influeixen mútuament. A la vista de la particular geografia territorial del país, la tradició culinària suïssa està formada essencialment per especialitats locals que sovint ni tan sols van més enllà de la seva pròpia regió de producció o d'una sola vall.

## Productes gastronòmics
Suïssa, com molts altres països europeus com els Països Baixos, Itàlia, Bèlgica i sobretot França, té una producció abundant de formatge a causa de les nombroses pastures de vaca i cabra presents al territori muntanyós del país.
- El gruyère, utilitzat en fondue, es produeix a Suïssa, però és conegut arreu del món pel seu gust refinat.[3]

- L'appenzeller és un formatge de llet de vaca, s'elabora des de fa més de 700 anys i té un gust molt interessant pel seu aroma amb herbes silvestres de muntanya; pren el seu nom del cantó d'Appenzell Inner-Rhoden, on es produeix.

- L'emmentaler és un formatge molt conegut, sobretot a Itàlia, que només es pot produir per les lleteries autoritzades a la vall d'Emme, madurat durant 12 mesos en coves.[4]

- L'sbrinz és un formatge extradur i madura durant un mínim de 18 mesos; és un formatge fort i picant que segueix ritmes i sistemes de maduració tradicionals i complexos.[3]

- Un altre formatge suís molt conegut és el tomme vaudoise produït a la Suïssa francesa, precisament als cantons de Vaud i Ginebra; és un formatge suau i està envoltat d'un motlle comestible.[3]

Al cantó de Valais i al cantó de Ticino es produeixen alguns tipus de salami i embotits casolans que durant segles s'han tractat salant-los i utilitzant floridura i bacteris.

## Enologia suïssa
Suïssa és un gran productor de vins i cerveses, especialment als cantons del sud (Ticino, Grisons, Valais, Friburg).
Les varietats de vi més comunes són el merlot, el chasselas i el Müller-Thurgau. El pinot noir és comú a Valais; altres vinyes autòctones són el petite arvine i l'humagne rouge, són vins de preu mitjà en comparació amb els vins italians i, per tant, són vinyes apreciades que se centren en la qualitat més que en la quantitat.
La vinya més alta d'Europa es troba a Visperterminen, al cantó de Valais, a 1.150 metres sobre el nivell del mar.
Els vins suïssos s'exporten a molts països del món, especialment la Xina, els EUA i el Regne Unit.